# Razstrupljanje
Razstrupljanje ali detoksifikacija je odstranjevanje nakopičenih škodljivih snovi iz telesa.
V uradni medicini se razstrupljanje uporablja za odstranjevanje zaužitih ali vbrizganih strupov (npr. terapija s kelatorji) ali pri zdravljenju bolnikov s kronično odpovedjo ledvic (dializa). Lahko pa se izraz nanaša tudi na odvajanje od alkohola in drog, ko se telo po dolgoročnem jemanju substanc, ki povzročajo odvisnost, počasi vrača v normalno stanje. V alternativni medicini pa ima razstrupljanje nekoliko drugačen pomen.

## Ozadje
Detoksifikacija oz. razstrupljanje telesa v alternativni medicini temelji na konceptu avtointoksikacije, ki izhaja že iz medicinskih dognanj starih Egipčanov in starih Grkov.
Pri avtointoksikaciji oz. samozastrupitvi naj bi zaužita hrana, ki se zaradi različnih vzrokov dlje časa zadržuje v črevesju, začela gniti in sproščati različne nedoločene toksine, ki se nato zopet absorbirajo v krvni obtok ter tako škodujejo telesu in povzročajo pojavljanje določenih bolezenskih simptomov, kot je glavobol, utrujenost, izguba apetita in razdražljivost.
Po humoralni teoriji zdravja (tudi humorizem, humoralizem), ki naj bi jo uvedel Hipokrat in je privedla do ideje o avtointoksikaciji, naj bi določena hrana specifično vplivala na telo, da to proizvaja določene količine štirih humorjev (kri, sluz, črni žolč in rumeni žolč). Razmerje teh telesnih tekočin pri človeku pa naj bi odločalo o človekovem zdravju in značaju (štirje tipi temperamentov: flegmatik, kolerik, melanholik, sangvinik).
| Humor       | Letni čas | Element | Organ          | Lastnosti        | Antično ime | Sodobno ime | Antične karakteristike           |
| ----------- | --------- | ------- | -------------- | ---------------- | ----------- | ----------- | -------------------------------- |
| Kri         | pomlad    | zrak    | jetra          | toplo in vlažno  | sangvinik   | artisan     | pogumen, optimističen, ljubeč    |
| Rumeni žolč | poletje   | ogenj   | žolčnik        | toplo in suho    | kolerik     | idealist    | vzkipljiv, jezljiv               |
| Črni žolč   | jesen     | zemlja  | vranica        | hladen in suh    | melanholik  | guardian    | malodušen, nespečen, razdražljiv |
| Sluz/flegma | zima      | voda    | možgani/pljuča | hladen in vlažen | flegmatik   | rational    | miren, neobčutljiv               |

Koncept avtointoksikacije se je v medicinskih krogih obdržal skozi celoten srednji in novi vek. V 19. stoletju so dognanja na področju biokemije in mikrobiologije navidez podprla to teorijo, tako da so številne metode za razstrupljanje začele doživljati svoj razcvet (vse od konca 19. do začetka 20.st.), leta 1919 pa je članek Origin of the so-called auto-intoxication symptom, objavljen v Journal of the American Medical Association, zavrnil idejo, in od takrat dalje v uradni medicini zaradi pomanjkanja dokazov nima več nikakršne veljave. Je pa ideja doživela pravi razcvet v alternativni medicini, saj dandanes obstajajo mnoge različne tehnike za razstrupljanje telesa.

## Škodljive substance v telesu oz. telesno breme
Količino škodljivih substanc, ki so prisotne v človeškem telesu, označujemo z izrazom telesno breme. Mnoge škodljive substance se iz telesa sicer izločajo po naravnih poteh, vendar se nekatere odstranjujejo počasi ali v premajhnem obsegu. Gre predvsem za lipofilne oz. hidrofobne spojine, ki imajo večjo tendenco do maščobnega tkiva, v katerem se lahko kopičijo. Telesno breme določimo preko merjenja kemikalij oz. njihovih metabolitov v bioloških vzorcih, kot so kri, urin in materino mleko. Rezultate se podaja v masnih enotah (v gramih ali miligramih).
Škodljive substance, ki jih pogosto najdemo v človeškem telesu:
- bisfenol A (BPA)
- polibromirani difenilni etri (PBDE)
- polibromirani bifenili (PBs)
- poliklorirani bifenili (PCs)
- ftalati
- DDT
- oksibenzon (benzofenon-3)
- triklosan
- živo srebro
- arzen
- svinec
- perflorirane spojine
- perklorati
- dioksini
- furani
- organoklorovi pesticidi

Kemikalije v človeškem telesu so lahko kemijsko toksične ali pa radioaktivne.
The Environmental Working Group je izvedla šest študij v zvezi s telesnim bremenom na Američanih kot del Human Toxome Project in našla 456 industrijskih polutantov, pesticidov in drugih kemikalij v krvi, urinu in materinem mleku pri 115 ljudeh različnih starosti. Določene polutante so našli celo v popkovni krvi novorojenčkov.
Te substance imajo lahko različne negativne učinke na zdravje: lahko povzročajo okvare pri rojstvu, rakava obolenja, lahko so škodljiva za kri, možgane oz. živčni sistem, endokrini sistem, ledvice oz. sečila, lahko vplivajo na imunski sistem, funkcijo razmnoževanja ali plodnost. Teh kemikalij dandanes ne moremo popolnoma izločiti iz našega okolja oz. telesa, lahko pa na različne načine zmanjšamo našo izpostavljenost tem snovem, npr. z uživanjem organske hrane, z izogibanjem določenim vrstam materialom, s premišljenim kupovanjem izdelkov za čiščenje in osebno nego ter tekstilnih izdelkov.
Škodljive substance v našem telesu lahko razvrstimo v določene kategorije:
- alkohol (v velikih količinah povečuje tveganje za razvoj določenih oblik raka in pojav kapi, načne vitalne organe in možganske celice)
- kofein (če ga zaužijemo več kot 400 mg na dan, se v telesu tvori več stresnih hormonov)
- nikotin in druge substance v cigaretnem dimu, npr. svinec, arzenik, cianidi, ogljikov monoksid (povečujejo možnost nastanka določenih vrst raka)
- pesticidi in insekticidi (povzročajo utrujenost, alergije, kožna vnetja, določene oblike raka; naše telo jih le stežka izloča)
- kemične snovi, določeni hormoni, težke kovine, npr. svinec, živo srebro, aluminij (nahajajo se v proizvodih, ki jih uporabljamo v gospodinjstvu in v telo vstopajo z vdihanim zrakom; akumulirajo se tudi v vodi in prsti ter tako prihajajo v hrano; povečujejo možnost nastanka bolezni dihal in sodelujejo pri nastanku radikalov v telesu)
- nasičene maščobe (povečujejo raven radikalov v telesu)
- sladkor (v prevelikih količinah vodi v debelost in karies, pospešuje tvorbo radikalov v telesu in ruši naravno bakterijsko floro)

## Organi, ki sodelujejo pri razstrupljanju
Sposobnost razstrupljanja ima že telo samo. Pri tem s svojimi funkcijami sodelujejo različni organi: jetra, maščevje, ledvice, koža, pljuča, limfni sistem, črevesje.
Okrog 75% snovi, ki jih zaužijemo, gre skozi jetra. V njih encimi nevtralizirajo škodljive, v vodi netopne strupe, jih pretvorijo v vodotopne, te pošljejo v ledvice ali v črevesje, od koder se izločijo iz telesa. Če v jetra pride prevelika količina strupov, jih telo uskladišči v maščobne zaloge, kjer povzročajo manj škode. Ledvice filtrirajo kri in izločajo odvečno tekočino ter vodotopne strupe, ki se izločijo s sečem. Koža proizvaja določene encime, ki absorbirane strupene snovi pretvorijo v vodotopne, da se lahko izločijo z urinom ali znojem. Med znojenjem se iz telesa izločajo tudi drugi strupi. Pljuča iz telesa odstranjujejo ogljikov dioksid, v njih pa so prisotne tudi antioksidativne snovi, ki varujejo pred prostimi radikali. Limfni sistem odstranjuje odpadne snovi, ki jih proizvaja telo samo. Črevesje filtrira škodljive sestavine, jih pošilja na predelavo v jetra in izloča predelane strupe.

## Načini razstrupljanja
Obstajajo različni načini razstrupljanja oz. izogibanja strupom v okolju: diete in postenje, čiščenje kolona, terapija s kelatorji, telesna aktivnost, razstrupljanje z blazinicami in obliži, Aqua Detox, zunanje razstrupljanje, razstrupljanje s kačjimi kamenčki.

### Diete in postenje
Očiščevalne diete so načrti prehranjevanja, ki naj bi vodili do učinkov razstrupljanja. Njihov namen je:
- pomagati prebavilom, da učinkovito vsrkajo hrano, ter zmanjšati izpostavljenost prebavil reaktivnim spojinam, kot so npr. alergene snovi
- zmanjšati telesno izpostavljenost zunanjim strupenim snovem, izločiti strupe, ki se zadržujejo v črevesju, izboljšati njegovo delovanje
- pomagati jetrom in drugim globinskim organom izločanja

V takšnih dietah se priporoča uživanje organske, nepredelane in gensko neoporečne hrane. Zaželeno je uživanje velikih količin svežega sadja in surove zelenjave, določenih žitaric, stročnic, kalčkov, semen in oreškov, rib, nekaterih rastlinskih olj in zelišč in pitje večjih količin vode, zeliščnih čajev ali naravnih sokov. Izogibati pa se je potrebno alkoholu, kavi, čokoladi, mastnim in ocvrtim jedem, hrani, ki vsebuje sladkor, predelani hrani (vključno s kruhom), predhodno pripravljeni oz. konzervirani hrani, soli, moki, rdečemu mesu, svinjini, maslu, margarini, smetani, siru itd.
Postenje predstavlja zelo strogo dieto, pri kateri vnašamo v telo le vodo, včasih z manjšimi količinami sadja, zelenjave ali sokov, izključimo pa vse ostale sestavine hrane. 
Cilji postenja so različni: poleg razstrupljanja se nekateri odločajo zanj zaradi spiritualnih ali psiholoških razlogov. Pravilno postenje naj bi bilo sestavljeno iz treh stopenj: 
- postopnega zmanjševanja količine hrane,
- posta,
- postopnega uvajanja hrane.

Hitre spremembe prehranjevalnih navad niso zaželene, saj naj bi izzvale neprijetne pretrese v delovanju organizma. Potrebna je pazljivost, saj postenje lahko spremljajo določeni zapleti in težave. Če takšna dieta traja predolgo, telo izgublja mišično maso in pride do pomanjkanja esencialnih aminokislin. Upočasni se tudi presnova, tako da telo strupe odstranjuje počasneje kot ob normalnem prehranjevanju. Upočasnjena presnova zniža telesno temperaturo in posledično zmanjša znojenje. Lahko pride tudi do zaprtja, neprijetnega zadaha in slabega okusa v ustih, močnega telesnega vonja, zamašenega nosu, zadaha z vonjem po acetonu, zadaha po žolču, glavobola, slabosti, nespečnosti, utrujenosti, hudih bolečin oz. vročine ali občutka hladu. Vsi ti neželeni učinki so blažji, če upoštevamo pravilno izvedbo postenja v treh stopnjah. Postenje ni primeren način za izgubo telesne mase, saj se zaradi zmanjšanja mase mišičnega tkiva zmanjšajo metabolične potrebe organizma, kar ovira nadaljnjo izgubo telesne mase.
Znanstveniki in zdravniki takšne diete večinoma zavračajo kot nepotrebne in neučinkovite, saj naj bi že telo samo poskrbelo za učinkovito izločanje strupov in vzdrževanje ravnovesja. Kljub temu so po njihovem mnenju večinoma neškodljive. Številna pričevanja o izboljšanju zdravja in počutja znanstveniki pripisujejo placebo učinku, saj ne obstajajo nobeni kvantitativni podatki v zvezi s tem.
Obstajajo mnoge različne očiščevalne diete, ki trajajo različno dolgo in so namenjene splošnemu razstrupljanju telesa ali pa kot del preventive ali terapije pri določenih bolezenskih stanjih.
Primeri takšnih diet:
- dieta za zmanjševanje ame (ajurvedska dieta za odstranjevanje strupenih snovi)
- antropozofska dieta (laktovegetarijanska dieta z izdelki iz kislega mleka)
- Budwigova dieta (sadje, sokovi, laneno olje, skuta)
- Gersonova dieta za zdravljenje raka (sveži sadni sokovi, zelenjava, prehranski dodatki, izvlečki iz jeter, kavni klistirji)
- Kelleyeva dieta za preprečevanje raka (prehranski dodatki, encimi)
- dieta dr. Kousminove za preprečevanje raka (hrana z "vitalno" energijo, surova zelenjava, pšenica)
- makrobiotična dieta za uravnavanje jina in janga
- McDougallova dieta (vegetarijanska dieta z malo maščob in s polnovredno hrano)
- Moermanova dieta za preprečevanje raka (laktovegetarijanska dieta z dodanim jodom, žveplom, železom, citronsko kislino in vitamini A, B, C in E)
- Pritikinova dieta (vegetarijanska hrana z aerobno vadbo)
- Swankova dieta proti multipli sklerozi (nizke količine nasičenih maščob)
- čistilni program Rona L. Hubbarda, začetnika scientologije, z imenom Purification Rundown oz. Purif oz. Hubbard Method (vitaminski dodatki, posebno niacin v velikih količinah, dodatki z minerali, savna, telesna vadba, uživanje rastlinskih olj, dovolj vode)

### Terapija s kelatorji
Gre za vnos različnih kelirajočih spojin (dimerkaptosukcinilna kislina - DMSA, etilendiamin tetraocetna kislina - EDTA, dimerkapto-propan sulfonat - DMPS, tiamin tetrahidrofurfuril disulfid - TTFD in druge) v telo z namenom vezave in odstranjevanja ionov težkih kovin (svinec, arzen, živo srebro, železo) iz telesa.
Terapija s kelatorji je del prakse konvencionalne medicine pri zastrupitvah s težkimi kovinami ali pri določenih boleznih (hemokromatoza). V alternativni medicini pa se terapija s kelatorji uporablja v druge namene. Z njo so skušali zdraviti okvare ledvic, določene bolezni oči, raka na jajčnikih, koronarno srčno bolezen in celo avtizem.
Za učinkovanje EDTA pri zdravljenju koronarne srčne bolezni so predlagali več različnih mehanizmov, nobeden od njih pa še ni bil dokazan. Postopek mogoče odstranjuje Ca direktno iz maščobnih plakov, ki blokirajo arterije, stimulira sproščanje hormona, ki odstranjuje naložen Ca ali zmanjšuje koncentracijo holesterola v krvi. Lahko pa tudi zmanjšuje oksidativni stres na stene krvnih žil. V študijah niso potrdili učinkovitosti takšnega zdravljenja.
Nekateri, ki se ukvarjajo z alternativno medicino, trdijo, da so simptomi avtizma posledica zastrupitve z živim srebrom (prisotno kot adjuvans v nekaterih cepivih in v zobnih zalivkah), zato takšnim pacientom množično predpisujejo terapijo s kelatorji. Vendar pa ne obstajajo dokazi o povezanosti cepljenja z živo srebro vsebujočimi cepivi in pojavom avtizma, prav tako ni nobenih dokazov o varnosti in učinkovitosti takšne terapije.
Kelirajoče spojine se lahko aplicirajo na različne načine, tako intravensko oz. intramuskularno kot tudi peroralno. Nepravilna uporaba takšnih spojin (preveliki odmerki ali nepravilna administracija) lahko vodi do resnih neželenih učinkov. Pojavijo se lahko motnje v elektrolitskem ravnotežju, hipokaliemija, aritmije srca, smrt zaradi zastoja srca, odpoved ledvic in druge težave. V neki študiji na podganah so ob nepravilni uporabi dokazali tudi pojav trajnih kognitivnih motenj.

### Čiščenje kolona
Obsega več različnih tehnik alternativne medicine, katerih namen je odstranitev fekalnih ostankov in toksinov, ki naj bi se po teoriji o avtointoksikaciji nabirali na površini kolona in povzročali zdravstvene težave pri ljudeh. To lahko dosežemo z irigacijo kolona z vodo oz. drugimi tekočinami (kolonohidroterapija z uporabo klistirja) ali pa s peroralnim zaužitjem določenih snovi (prehranske vlaknine, zeliščni pripravki, prehranski dodatki, odvajala).
Domnevnih ugodnih učinkov te terapije ne podpira noben znanstveni dokaz. Sporna je že trditev, da se ostanki fecesa kopičijo na površini debelega črevesa. Tega niso mogli dokazati niti z različnimi slikanji kolona niti z operativnimi posegi. Poleg tega je čiščenje kolona povezano z mnogimi potencialnimi tveganji oz. zapleti: poruši se lahko naravna bakterijska flora v kolonu, ob nepravilnem rokovanju s pripomočkom za irigacijo lahko pride do perforacije kolona, nepravilna sterilizacija pripomočkov lahko vodi v infekcijo (ameboza), lahko pride do porušenja elektrolitskega ravnotežja, dehidracije, pomanjkanja soli v telesu, anemije ali malnutricije, po dolgotrajni uporabi se lahko pri pacientu pojavi nezmožnost samostojne defekacije oz. odvisnost od teh pripravkov, poleg tega pa lahko zelišča, ki se uporabljajo peroralno ali kot klistir, vplivajo na absorpcijo in učinkovitost zdravil, ki jih jemljemo istočasno. Obširno rabo klistirjev so povezali tudi z odpovedmi srca oz. srčnimi kapmi.

### Telesna vadba
Aerobna vadba, kot je npr. tek, hoja, plavanje, tenis ali aerobika, krepi srce, pljuča, kosti in podpira imunski sistem. Pospeševala naj bi tudi razstrupljanje telesa, ker pospešuje znojenje, dihanje in delovanje črevesja, omogoča varno razgradnjo maščobe in spodbuja delovanje limfnega sistema. Za razstrupljanje priporočajo tudi jogo, ki uči pravilnega dihanja, razteza mišice in domnevno sprošča strupe ter spodbuja delovanje limfnega sistema.

### Blazinice in obliži za razstrupljanje ter Aqua Detox
V zadnjem času so postali zelo priljubljeni posebni obliži oz. adhezivne blazinice, ki jih zvečer namestimo na podplate in za katere proizvajalci trdijo, da iz telesa lahko vsrkajo nekatere toksine. Za izdelavo uporabljajo različne substance, ena od takšnih naj bi bil destiliran bambusov kis. Ne obstajajo nobene znanstvene študije v zvezi z učinkovitostjo te metode, pogosto pa naj bi jih uporabljali predvsem v različnih praksah alternativne medicine v azijskih deželah.
Aqua Detox je tehnika v alternativni medicini, kjer posameznik položi noge v kadičko s slano kopeljo, skozi katero steče električni tok. Proizvajalci trdijo, da sistem proizvaja pozitivne in negativne ione, ki v telesu celice stimulirajo k pospešenemu izločanju strupov. Po terapiji se voda v kadički obarva v različne barve. S posamezno barvo povezujejo področje v telesu, ki se je razstrupilo: črna barva za jetra, oranžna barva za sklepe, zelena barva za žolčnik. Strokovnjaki označujejo izdelek kot potegavščino, ki ne deluje, spremembo barve pa pripisujejo procesu korozije elektrod v napravi oz. različni količini dodane soli v kopeli. V nekem poskusu so pokazali, da pride do spremembe barve v kadički tudi, če vanjo ne položimo nog.

### Kačji kamenčki
Kačje kamenčke (Snake stones) uporabljajo v nekaterih deželah za razstrupljanje pri pikih kač. Pripravljeni so iz obdelanih živalskih kosti. Takšne kamenčke položijo na mesto ugriza in pustijo določen čas, v katerem naj bi kamenček absorbiral strup iz rane. Kljub nekaterim študijam do sedaj še ni bila znanstveno potrjena učinkovitost te metode, veliko pa jo uporabljajo lokalni zdravilci v Afriki in Južni Ameriki.

## Kritika
Strokovnjaki trdijo, da razstrupljanje v alternativni medicini temelji na napačnih predstavah o delovanju človeškega telesa. Ni dokazov, da bi kakorkoli učinkovalo, nekatere tehnike pa so lahko v določenih primerih celo škodljive. Se pa določene tehnike in metode, ki vključujejo razstrupljanje, priporočajo tudi v uradni medicini, npr. telesna vadba, nekatere vrste masaž, spremenjen način prehranjevanja (več sadja, zelenjave), seveda v drugačne namene. Med zdravim načinom življenja in določenimi priporočili za razstrupljanje je težko potegniti pravo ločnico.